# Lunatica
Lunatica ist eine schweizerische Symphonic-Metal-Band aus Suhr.

## Bandgeschichte

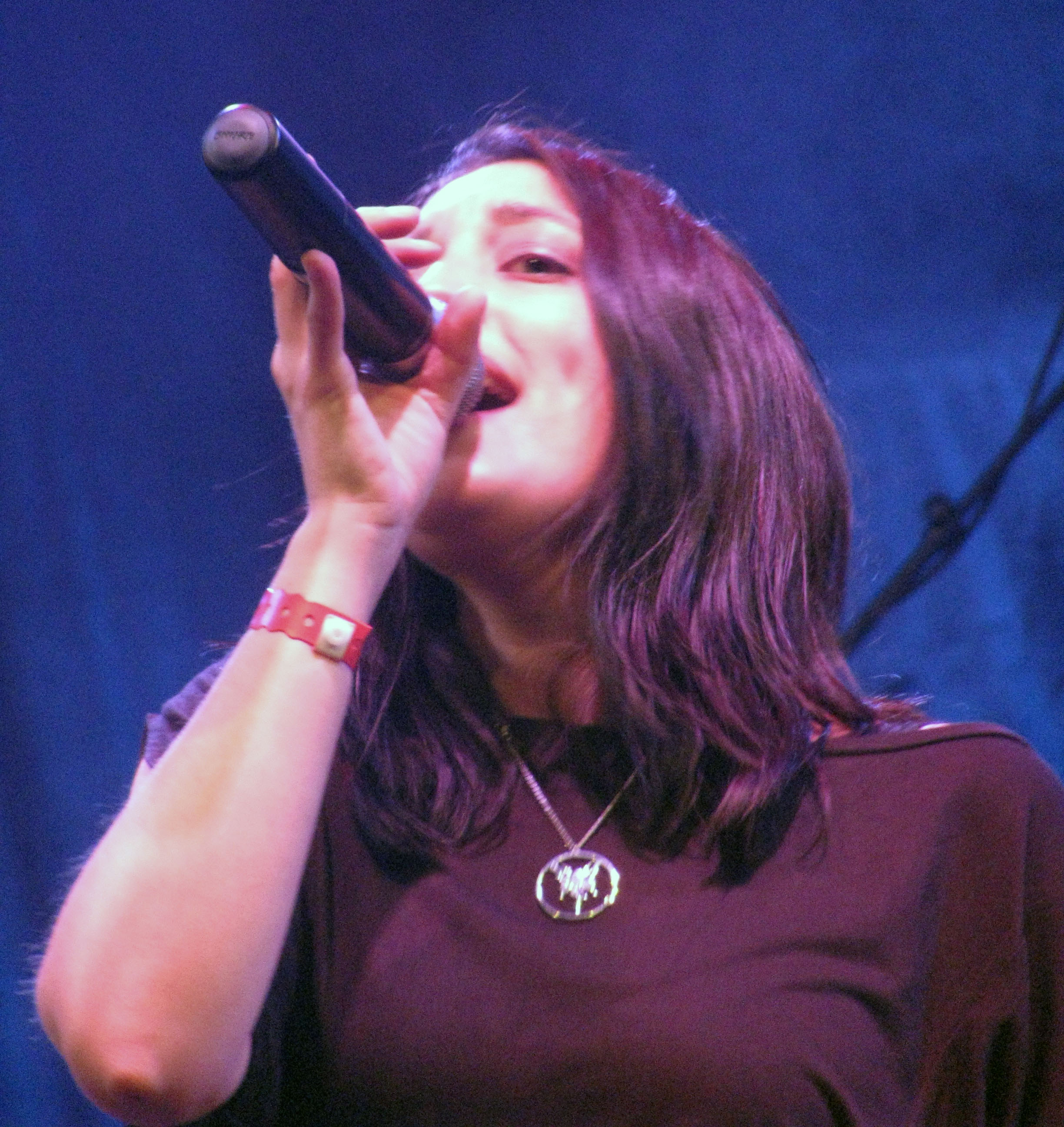
Andrea Dätwyler auf dem Rocksound-Festival 2008

Der Grundstein von Lunatica wurde im Winter 1998 in Suhr in der Schweiz von Alex Seiberl und Sandro D’lcau gelegt, als sie ihre ersten Songtexte schrieben. Im Jahr 2001 kam Andrea Dätwyler als Sängerin zur Band. Mit ihr wurde noch im gleichen Jahr das Debütalbum Atlantis veröffentlicht. Es dauerte nicht lange, bis nach Atlantis das zweite Album, Fables & Dreams, folgte. Dieses wurde zusammen mit dem Produzenten Sascha Paeth am 16. Februar 2004 in der Schweiz veröffentlicht.
Im August 2006 erschien ihr drittes Album The Edge of Infinity, an dem sie seit Winter 2005 gearbeitet hatten. Eines der Highlights dieses Album ist die Stimme von Dieter Meier (Yello) im Introsong. Mit ihrem Album The Edge of Infinity schaffte es Lunatica das erste Mal in die Schweizer Hitparade. Dabei erreichten sie Platz 76 und konnten insgesamt vier Wochen in der Schweizer Hitparade bleiben. Am 27. Februar 2009 wurde das vierte Studioalbum New Shores veröffentlicht. Wie schon bei dem Album The Edge of Infinity steuerte John Payne (ex-Asia) einen Song bei. Mit Jimi Jamison (ex-Survivor) arbeitet ein weiterer namhafter Künstler an diesem Album mit.

## Diskografie
Neben Ländern wie Deutschland, Schweiz und Italien werden ihre Alben ebenfalls in Ländern wie Japan vertrieben. In der Schweiz ist Musikvertrieb AG für den Vertrieb zuständig. In Japan übernimmt dies das Label Marquee Avalon sowie für Italien Frontiers Records.

### Alben
- 2001: Atlantis
- 2004: Fables & Dreams
- 2006: The Edge of Infinity
- 2009: New Shores